# Suzanne Danco
Pour les articles homonymes, voir Danco.
Suzanne Danco, née à Bruxelles le 22 janvier 1911, morte à Fiesole en Toscane le 10 août 2000, est une soprano belge, particulièrement associée aux opéras de Mozart, au répertoire français et à la musique du XXe siècle.

## Biographie
Elle étudie d'abord au Conservatoire royal de Bruxelles, puis après avoir gagné un concours de chant à Vienne en 1936, elle se perfectionne à Prague avec Fernando Carpi.
Elle fait ses débuts en concert en Italie en 1940, et l'année suivante paraît à Gênes en Fiordiligi dans Così fan tutte. Elle se produit sur les plus grandes scènes européennes dans les années 1940 et 1950. En 1942, elle chante Donna Elvira dans Don Giovanni et Cherubino dans Le nozze di Figaro à Florence. Elle paraît alors à Rome et à Naples, puis à La Scala de Milan, où elle chante Ellen Ford dans la première italienne de Peter Grimes en 1947, Fiordiligi, Jocaste dans Œdipus Rex en 1948, Eurydice dans Orphée et Eurydice de Gluck en 1949. En décembre 1949, elle crée à Naples le rôle de Marie de Wozzeck aux côtés de Tito Gobbi sous la direction de Karl Böhm.
Mozartienne accomplie, elle est invitée au Festival d'Aix-en-Provence, au Festival de Glyndebourne et au Festival d'Édimbourg. Elle paraît au Royal Opera House de Londres en 1951, en Mimi dans La Bohème.
Artiste sensible, Suzanne Danco possédait une voix claire au style impeccable. Outre Mozart, elle défendit un vaste répertoire : Eurydice, Rosina, Adina, Norina, Violetta, Elsa, Eva, Sophie, Manon, Louise, Mélisande, Marguerite, etc.
À partir de 1960, elle se produit surtout en concert, particulièrement dans les œuvres de Berlioz et Ravel, puis se retire et enseigne à l'Académie Chigiana de Sienne.

## Phonographie

### Enregistrements de studio
Bach
- Cantates BWV 51, BWV 202, Stuttgarter Kammerorchester, Karl Münchinger, 1954, Testament
- Aria, extrait de cantate et choral : Komm, süsser Tod (BWV 478), Warum betrübst du dich (BWV 516), Bist du bei mir (BWV 508). Orgue : Jeanne Demessieux, 1954, Testament

Berlioz
- La Damnation de Faust, avec David Poleri, Martial Singher, Donald Gramm, Boston Symphony Orchestra dir. Charles Munch, 1954, RCA report CD 1988
- Les Nuits d'été, Orchestre symphonique de Cincinnati, dir. Thor Johnson, 1951, Decca report CD Cascavelle 2019

Debussy
- Le Martyre de saint Sébastien, Orchestre de la Suisse Romande, dir. Ernest Ansermet, 1954, Decca
- Pelléas et Mélisande, avec Pierre Mollet, Heinz Rehfuss, André Vessières, Hélène Bouvier, Orchestre de la Suisse Romande, dir. Ernest Ansermet, 1952, Decca
- Cycles de mélodies : Ariettes oubliées, Fêtes galantes, Trois chansons de Bilitis, Le Promenoir des deux amants, Trois ballades de François Villon, piano : Guido Agosti 1954, Testament

Falla
- Le Tricorne, Orchestre de la Suisse romande, dir. Ernest Ansermet, 1952, Decca

Fauré
- Requiem, avec Gérard Souzay, Orchestre de la Suisse romande, dir. Ernest Ansermet, 1955, Decca
- La Bonne Chanson, avec au piano Guido Agosti, 1951, Testament

Gluck
- Orphée et Eurydice, avec Léopold Simoneau, Pierrette Alarie, Orchestre des Concerts Lamoureux, dir. Hans Rosbaud, 1956, Philips

Honegger
- Le Roi David, Orchestre de la Suisse Romande, dir. Ernest Ansermet, 1956, Decca

Mozart
- Così fan tutte (en allemand), avec Ira Malaniuk, Rudolf Schock, Benno Kusche, NDR Sinfonieorchester, dir. Hans Schmidt-Isserstedt, Hamburg, 1953, Walhall/ Cantus records
- Don Giovanni (rôle de Donna Elvira), avec Paul Schöffler, Carla Martinis, Erich Kunz, Anton Dermota, Gustav Neidlinger,NDR Sinfonieorchester, dir. Leopold Ludwig, Hamburg, novembre 1951, Urania/ Cantus records
- Don Giovanni (rôle de Donna Anna), avec Cesare Siepi, Lisa della Casa, Fernando Corena, Anton Dermota, Hilde Gueden, Walter Berry, Kurt Böhme, Wiener Philharmoniker, dir. Josef Krips, 1955, Decca
- Le Nozze di Figaro (rôle de Cherubino), avec Cesare Siepi, Lisa della Casa, Fernando Corena, Alfred Poell, Hilde Gueden, Hilde Rössel-Majdan, Wiener Philharmoniker, dir. Erich Kleiber, 1955, Decca
- Récitatif et rondo Ch'io mi scordi di te, non temer amato bene KV 505, Sinfonieorchester des Südwestfunks Baden-Baden, Hans Rosbaud, Hänssler

Ravel
- L'Heure espagnole (rôle de Concepcion), avec Paul Derenne, Heinz Rehfuss, André Vessieres, Michel Hamel, Orchestre de la Suisse romande, dir. Ernest Ansermet, 1953, Decca
- L'Enfant et les sortilèges (rôles de la princesse et de l'écureuil), avec Hugues Cuénod, Pierre Mollet, Flore Wend, Lucien Lovano, Orchestre de la Suisse romande, dir. Ernest Ansermet, 1954, Decca
- Shéhérazade, Orchestre de la Société des Concerts du Conservatoire, dir. Ernest Ansermet, 1948, Decca (réédité par Dutton, puis Membran]
- Shéhérazade, Orchestre de la Suisse romande, dir. Ernest Ansermet, 1954, Decca
- Deux mélodies hébraïques, Orchestre de la Suisse romande, dir. Ernest Ansermet, 1954, Decca
- Trois poèmes de Mallarmé, Orchestre de la Suisse romande, dir. Ernest Ansermet, 1954, Decca

Schönberg
- Das Buch der Hängenden Gärten opus 15, avec au piano Hermann Reuter, Audite

### Enregistrements publics
Bach
- Messe en si mineur  BWV 232, avec Kathleen Ferrier, Peter Pears, Neel Orchestra, dir. George Enescu, BBC, 17 juillet 1951, Londres, BBC Legends

Berg
- Wozzeck (en italien), avec Tito Gobbi Orchestre du San Carlo, dir. Karl Böhm, Teatro di San Carlo, Napoli, 26 décembre 1949, YouTube
- Wozzeck (trois extraits, en allemand), Orchestre de la Suisse Romande, dir. Ernest Ansermet, concert du 9 septembre 1953, Genève, Cascavelle

Britten
- Les Illuminations, Orchestre de la Suisse Romande, dir. Ernest Ansermet, Genève, 17 décembre 1953, Cascavelle

Chabrier
- La Sulamite : scène lyrique pour soprano et chœur de femmes, Orchestre de la Suisse Romande, dir. Ernest Ansermet, 23 octobre 1945, Genève, Cascavelle

Debussy
- Pelléas et Mélisande, avec Camille Maurane, Orchestre Philharmonia, dir. Désiré-Emile Inghelbrecht, BBC, Londres, 1er juin 1951, Testament
- Pelléas et Mélisande, avec Camille Maurane, Orchestre national de la Radiodiffusion française dir. Désiré-Emile Inghelbrecht, Théâtre des Champs-Élysées, Paris, 29 avril 1952, INA
- Pelléas et Mélisande (rôle de Geneviève), avec Pierre Mollet, André Vessières, Orchestre de la Suisse Romande, dir. Ernest Ansermet, Grand Théâtre, Genève, 17 janvier 1963, Cascavelle

Falla
- Sept chansons populaires espagnoles, Orchestre de la Suisse Romande, dir. Ernest Ansermet, Genève, 17 décembre 1953, Cascavelle

Mahler
- Quatrième symphonie en sol Majeur, London Symphony Orchestra, dir. Josef Krips, London, Royal Festival Hall, 20 janvier 1957, Cameo classics

Mozart
- Così fan tutte, avec Giulietta Simionato, Libero de Luca, Marcello Cortis, Marisa Morel, Mariano Stabile, Orchestre de la Suisse Romande, dir. Karl Böhm, Grand Théâtre Genève, 14 janvier 1949, Walhall/ Urania/ Cantus records
- Davidde Penitente KV 469, avec Adriana Martino, Waldemar Kmentt, Orchestre de la RAI de Turin, dir. Mario Rossi, 14 avril 1956, Archipel records
- Don Giovanni (rôle de Donna Anna), avec Renato Capecchi, Léopold Simoneau, Carla Castellani, Marcello Cortis, Raffaele Arie, Orchestre du Festival d'Aix en Provence, dir. Hans Rosbaud, Aix-en-Provence, 18 juillet 1950, Walhall/ Cantus records
- Don Giovanni (rôle de Donna Elvira), avec Antonio Campo, Teresa Stich-Randall, Rolando Panerai, Nicolai Gedda, Anna Moffo, Marcello Cortis, Rafaele Arie, Orchestre de la Société des Concerts du Conservatoire, dir. Hans Rosbaud, Aix, 12 juillet 1956, INA

Offenbach
- Les Contes d'Hoffmann (rôles de Giulietta, d'Antonia et de la muse), avec Léopold Simoneau, Pierrette Alarie, George London, Renato Capecchi, Orchestre de la Wiener Staatsoper, dir. Lee Shaenen, Wien, 6 janvier 1954, Walhall

Ravel
- Shéhérazade, Orchestre national de la Radiodiffusion française, dir. Charles Munch, Aix, 24 juillet 1950, INA
- Shéhérazade, Orchestre Philharmonique de Prague, dir. Karel Ančerl, Prague, 21 mai 1957, Praga

Satie
- Socrate, Orchestre de la RAI de Rome, dir. Darius Milhaud, Festival du XXe siècle, 5 avril 1954, INA

Schubert
- Alfonso und Estrella (en italien), avec Luigi Alva, Rolando Panerai, Orchestre de la RAI de Milan, dir. Nino Sanzogno, 26 octobre 1956, Gala/ Cantus records

### Récitals, compilations (en studio et en public)
- Suzanne Danco, collection « The singers » : airs de Didon et Enée, Alceste, La Traviata, Manon, Carmen, Louise, Così fan tutte, Le Nozze di Figaro, cinq mélodies de Richard Strauss, Ariettes oubliées de Debussy, Orchestre de la Suisse Romande, Orchestre de la Scala, dir. Alberto Erede, Ionel Perlea, avec au piano Guido Agosti, 1948, 1951, 1953, Decca

- Suzanne Danco en concert : mélodies de Bizet, Gounod, Berlioz, Chausson, Pierné, de Castillon, Bordes, Duparc, Fauré, Debussy, avec au piano Roger Boutry, Festival de Vichy, 25 août 1955, INA

- Suzanne Danco, Album de musique offert par Rossini à Mademoiselle Louise Carlier : Rossini, Bellini, Paer, Bruguière, Panseron, Tadolini, Costa, Marliani, Mercadante, Morlacchi, Meyerbeer, Berton, Bertin, Cherubini, Spontini, Onslow, Gordigiani, Bazzini, avec au piano Francesco Molinari-Pradelli, 1956, Philips

- Arie antiche (Caccini, Caldara, Durante, Scarlatti, Gluck, Bononcini), avec au piano Guido Agosti, 1952, Testament

- Bellini, Il fervido desiderio, Dolente immagine, Vanne o rosa fortuna, Vaga luna che inargenti, avec au piano Guido Agosti, 1951, Decca

- Récital Brahms et Wolf, avec au piano Alfred Holeçek, 1953, Supraphon

- La Bonne chanson (Fauré) ; Ariettes oubliées, Fêtes galantes, Trois chansons de Bilitis, Le Promenoir des deux amants, Trois ballades de François Villon (Debussy), avec au piano Guido Agosti, 1951-1954, Testament

- Gounod, Dix mélodies, avec au piano Frederick Stone, 23 février 1950 ; Deux mélodies de François Villon (Debussy), avec au piano Ernest Lush, 9 décembre 1949, Pearl

- Schubert, Gretchen am Spinnrade, Der Hirt auf dem Felsen, Die Forelle, Du bist die Ruh’, Ave Maria, avec au piano Guido Agosti, 1956, Decca

- Schumann, Dichterliebe, avec au piano Guido Agosti, 1950, Decca

- Schumann, Liederkreis, opus 39, avec au piano Guido Agosti, 1953, Decca

- Smetana, air de Marenka de La Fiancée vendue (en tchèque), Debussy, air de Lia de L'Enfant prodigue, Orchestre de la Suisse Romande, dir. Isidore Karr et Ernest Ansermet, Genève, 10 septembre 1953, Cascavelle

- Wolf, Verborgenheit, Anakreons Grab, Blumengruss, Gleich und gleich, Frühling übers Jahr, avec au piano Guido Agosti, 1951, Decca

## Vidéographie
- Pelléas et Mélisande (Debussy), extraits de l'Acte II, DVD Vai